# زیبا مثل پروانه
زیبا مثل پروانه یک داستان کوتاه فارسی در حوزهٔ کودک و نوجوان نوشتهٔ ناصر یوسفی است که در سال ۱۳۶۹ منتشر شد. این کتاب در همان سال برگزیدهٔ شورای کتاب کودک شد.

## نقد و نظر
زری نعیمی این داستان را در چارچوب تقابلِ طبیعت و تکنولوژی بررسی کرده‌است.
مرتضی کوکبی و دیگران (۱۳۸۹) معتقدند این داستان با خلق فضایی مفاهمه‌آمیز میان دو شخصیت ناهمگون به تقویت تفکر انتقادی می‌پردازد. 
مکتبی فرد (۱۳۸۹) بر آن است که در این داستان، پایان‌بندی به گونه‌ای است که قدرت تخیل یا استنباط خواننده می‌تواند در آن دخیل باشد.